# Zazie az ágyban (album)
A Zazie az ágyban a magyar Emil.RuleZ! alternatív zenekar 2001-ben megjelent bemutatkozó albuma. 2004-ben aranylemez minősítést kapott.

## Az album dalai
Zene: Hajós András, szöveg: Hegyi György
1. Winkler és Eldée a hajóra mennek  – (4:03)
2. Nagy Fenekű Nők Napja – (3:44)
3. Kerti parti – (5:06)
4. Zazie az ágyban – (3:44)
5. Térerő – (4:36)
6. Szexplanéta – (2:34)
7. A lány, aki csak derékig látszik – (4:21)
8. Bell – (3:12)
9. Hupikék (3:08)
10. Az a nő – (2:52)
11. Veled utazik Zazie – (3:40)
12. M323 – (4:52)

## Közreműködők
- Hajós András: ének, gitár, billentyűsök
- Hegyi György: basszusgitár
- Verasztó Gyula: dob